# Magrudergrind
Magrudergrind ist eine 2002 in Washington, D.C. gegründete, US-amerikanische Powerviolence-/Grindcore-Band mit Hip-Hop-Einflüssen. Wie die ebenfalls aus den USA stammenden Bands Pig Destroyer und Chepang verzichtet auch Magrudergrind auf den Einsatz eines E-Basses.

## Bandgeschichte
Magrudergrind wurde 2002 von Sänger Avi Kulawy, Gitarrist Marc Levin und Schlagzeuger Chris Moore gegründet. Der Name stammt von einem Wohnprojekt in Washington, in dem die Bandmitglieder zu dieser Zeit einen Übungsraum hatten. 2003 veröffentlichte die Band ihr erstes Demo mit dem Titel Don’t Support Humanitary Aid Led by the Church, 2004 folgte eine Split-MC mit Akkolyte und 2005 eine Split-EP mit Godstomper. Im selben Jahr erschien das auf 2000 Stück limitierte und selbst produzierte Album Sixty Two Trax of Thrash beim amerikanischen Independent-Label To Live a Lie Records, eine Kompilation aller bislang auf Split-EPs enthaltenen Titel der Band. Das als Debütalbum angesehene Rehashed erschien 2007 beim kalifornischen DIY-Label Six Weeks Records, limitiert auf 1000 CDs und 1000 LPs. Das zweite, selbstbetitelte Album erschien im Juni 2009 in den USA bei Willowtip Records und wurde außerhalb der USA von Candlelight Records vertrieben. Gemastert wurde das Album von Scott Hull. Ende 2010 nahm Magrudergrind die EP Crusher auf, die im Frühjahr 2011 beim französischen Indie-Label Bones Brigade Records erschien. In einer Kritik zu dieser EP bezeichnete das Musikmagazin Rock Hard Magrudergrind als eine „der wichtigsten Powerviolence-Grind-Combos“. Im Sommer 2007 & 2011 spielte die Band beim Obscene Extreme in Tschechien.
2011 geriet die Band innerhalb der Grindcore-Szene in die Kritik, als sie eine Gratis-EP über das US-Label Scion Audio/Visual veröffentlichte. Während in der Grindcore-Szene die Musikindustrie kritisch beäugt und der Do-It-Yourself-Gedanke praktiziert wird, handelt es sich bei Scion Audio/Visual um ein Label, das zu Werbezwecken von der Toyota-Automarke Scion gegründet wurde. 2012 hatte die Band einen Auftritt in der HBO-Fernsehserie Veep – Die Vizepräsidentin.
Anfang 2015 unterzeichnete die Band einen Plattenvertrag mit Relapse Records und kündigte die Veröffentlichung des zweiten Studioalbums an. Dieses erschien im Februar 2016 unter dem Titel II.

## Stil
Magrudergrind spielen Grindcore, der gelegentlich durch Hip-Hop-Passagen unterbrochen wird. Die Bandmitglieder stehen dem Umfeld Hip-Hop-Kultur positiv gegenüber und waren früher als Graffiti-Sprayer tätig.

## Diskografie
- 2004: Culture Of Violence/Inherant Death (Split-Album mit Akkolyte, Death Agony and Screams)
- 2007: Rehashed (Six Weeks Records)
- 2009: Magrudergrind (Willowtip Records)
- 2011: Crusher (EP, Scion Audio/Visual)
- 2016: II (Relapse Records)